# Filhas da Caridade do Preciosíssimo Sangue

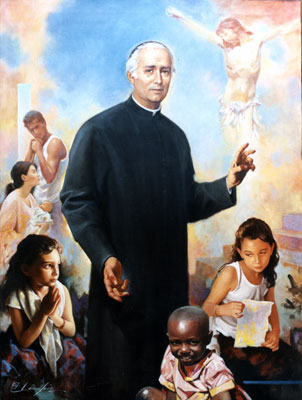
Imagem de Tommaso Maria Fusco: a partir do banner criado para sua beatificação

As Filhas da Caridade do Preciosíssimo Sangue são um instituto religioso feminino de direito pontifício: os membros desta congregação acrescentam ao seu nome a sigla F.C.PP.S..

## História
A congregação foi fundada em Pagani (Salerno) em 6 de janeiro de 1873 pelo padre italiano Tommaso Maria Fusco (1831-1891) para o cuidado de meninas abandonadas. Foi reconhecida como instituição de direito diocesano pelo bispo de Nocera em 17 de julho de 1886.
O instituto obteve o decreto pontifício de louvor em 17 de maio de 1911 e foi aprovado definitivamente pela Santa Sé em 5 de agosto de 1912.
O fundador foi beatificado pelo Papa João Paulo II em 2001.

## Atividades e difusão
As religiosas dedicam-se à instrução e educação cristã dos jovens, à assistência aos enfermos e aos idosos e colaboram no apostolado missionário.
Além da Itália, estão presentes nos Estados Unidos da América, no Brasil, na Nigéria, na Índia, nas Filipinas: a sede geral fica em Roma.
Em 31 de dezembro de 2005, o instituto contava com 496 religiosas em 61 casas.

## Outros projetos
- Wikimedia Commons contém imagens ou outros arquivos sobre Figlie della Carità del Preziosissimo Sangue